# Halterofilismo nos Jogos Olímpicos de Verão de 1924
O halterofilismo nos Jogos Olímpicos de Verão de 1924 foi realizado entre 21 e 23 de julho, em Paris, na França, com cinco eventos disputados, todos masculinos. Um total de 107 atletas de 16 nações participou.
Os eventos de halterofilismo foram realizados no campo central do Vélodrome d’Hiver. Itália e França conquistaram os cinco títulos em disputa, com os italianos vencendo três eventos. A Alemanha, não convidada para os Jogos de Paris, organizou um Campeonato Europeu em seu território, no qual os medalhistas foram, com exceção de um suíço, todos alemães.
Nesses Jogos, cinco provas compuseram a competição: o arranco com uma mão, o arremesso com uma mão, o desenvolvimento (também chamado de desenvolvimento militar ou prensa militar) com as duas mãos, o arranco com as duas mãos e o arremesso com as duas mãos. As medalhas foram atribuídas com base em uma pontuação, em vez da soma direta do peso total levantado. Contudo, como cada quilograma equivalia a dois pontos, essa distinção era, na prática, irrelevante.

## Eventos do halterofilismo
Masculino: até 60 kg | até 67,5 kg | até 75 kg | até 82,5 kg | acima de 82,5 kg

## Pena (–60 kg)
| Pos. | Atleta          | Nação         | Arranco (uma mão) | Arremesso (uma mão) | Desenvolvimento (duas mãos) | Arranco (duas mãos) | Arremesso (duas mãos) | Total    |
| ---- | --------------- | ------------- | ----------------- | ------------------- | --------------------------- | ------------------- | --------------------- | -------- |
|      | Pierino Gabetti | Itália (ITA)  | 65,0 kg           | 77,5 kg             | 72,5 kg                     | 82,5 kg             | 105,0 kg              | 402,5 kg |
|      | Andreas Stadler | Áustria (AUT) | 65,0 kg           | 75,0 kg             | 65,0 kg                     | 75,0 kg             | 105,0 kg              | 385,0 kg |
|      | Arthur Reinmann | Suíça (SUI)   | 57,5 kg           | 70,0 kg             | 80,0 kg                     | 75,0 kg             | 100,0 kg              | 382,5 kg |

## Leve (–67,5 kg)
| Pos. | Atleta              | Nação                | Arranco (uma mão) | Arremesso (uma mão) | Desenvolvimento (duas mãos) | Arranco (duas mãos) | Arremesso (duas mãos) | Total    |
| ---- | ------------------- | -------------------- | ----------------- | ------------------- | --------------------------- | ------------------- | --------------------- | -------- |
|      | Edmond Décottignies | França (FRA)         | 70,0 kg           | 92,5 kg             | 77,5 kg                     | 85,0 kg             | 115,0 kg              | 440,0 kg |
|      | Anton Zwerina       | Áustria (AUT)        | 75,0 kg           | 80,0 kg             | 77,5 kg                     | 82,5 kg             | 112,5 kg              | 427,5 kg |
|      | Bohumil Durdis      | Checoslováquia (TCH) | 70,0 kg           | 82,5 kg             | 72,5 kg                     | 90,0 kg             | 110,0 kg              | 425,0 kg |

## Médio (–75 kg)
| Pos. | Atleta           | Nação         | Arranco (uma mão) | Arremesso (uma mão) | Desenvolvimento (duas mãos) | Arranco (duas mãos) | Arremesso (duas mãos) | Total    |
| ---- | ---------------- | ------------- | ----------------- | ------------------- | --------------------------- | ------------------- | --------------------- | -------- |
|      | Carlo Galimberti | Itália (ITA)  | 77,5 kg           | 95,0 kg             | 97,5 kg                     | 95,0 kg             | 127,5 kg              | 492,5 kg |
|      | Alfred Neuland   | Estônia (EST) | 82,5 kg           | 90,0 kg             | 77,5 kg                     | 90,0 kg             | 115,0 kg              | 455,0 kg |
|      | Jaan Kikkas      | Estônia (EST) | 70,0 kg           | 87,5 kg             | 80,0 kg                     | 85,0 kg             | 127,5 kg              | 450,0 kg |

## Pesado-ligeiro (–82,5 kg)
| Pos. | Atleta            | Nação         | Arranco (uma mão) | Arremesso (uma mão) | Desenvolvimento (duas mãos) | Arranco (duas mãos) | Arremesso (duas mãos) | Total    |
| ---- | ----------------- | ------------- | ----------------- | ------------------- | --------------------------- | ------------------- | --------------------- | -------- |
|      | Charles Rigoulot  | França (FRA)  | 87,5 kg           | 92,5 kg             | 85,0 kg                     | 102,5 kg            | 135,0 kg              | 502,5 kg |
|      | Fritz Hünenberger | Suíça (SUI)   | 80,0 kg           | 107,5 kg            | 80,0 kg                     | 97,5 kg             | 125,0 kg              | 490,0 kg |
|      | Leopold Friedrich | Áustria (AUT) | 75,0 kg           | 95,0 kg             | 95,0 kg                     | 95,0 kg             | 130,0 kg              | 490,0 kg |

## Pesado (+82,5 kg)
| Pos. | Atleta          | Nação         | Arranco (uma mão) | Arremesso (uma mão) | Desenvolvimento (duas mãos) | Arranco (duas mãos) | Arremesso (duas mãos) | Total    |
| ---- | --------------- | ------------- | ----------------- | ------------------- | --------------------------- | ------------------- | --------------------- | -------- |
|      | Giuseppe Tonani | Itália (ITA)  | 80,0 kg           | 95,0 kg             | 112,5 kg                    | 100,0 kg            | 130,0 kg              | 517,5 kg |
|      | Franz Aigner    | Áustria (AUT) | 80,0 kg           | 97,5 kg             | 112,5 kg                    | 95,0 kg             | 130,0 kg              | 515,0 kg |
|      | Harald Tammer   | Estônia (EST) | 75,0 kg           | 95,0 kg             | 90,0 kg                     | 97,5 kg             | 140,0 kg              | 497,5 kg |

## Quadro de medalhas
| Pos.               | País               | Ouro | Prata | Bronze | Total |
| ------------------ | ------------------ | ---- | ----- | ------ | ----- |
| 1                  | ITA Itália         | 3    | 0     | 0      | 3     |
| 2                  | FRA França         | 2    | 0     | 0      | 2     |
| 3                  | AUT Áustria        | 0    | 3     | 1      | 4     |
| 4                  | EST Estônia        | 0    | 1     | 2      | 3     |
| 5                  | SUI Suíça          | 0    | 1     | 1      | 2     |
| 6                  | TCH Checoslováquia | 0    | 0     | 1      | 1     |
| Total (6 entradas) | Total (6 entradas) | 5    | 5     | 5      | 15    |